# Achaearanea oblivia
Achaearanea oblivia är en spindelart som först beskrevs av Octavius Pickard-Cambridge 1896.
Achaearanea oblivia ingår i släktet Achaearanea och familjen klotspindlar. Inga underarter finns listade i Catalogue of Life.